# Адела Нормандская
Аде́ла Норма́ндская (англ. Adela of Normandy; 1062/1067 — 8 марта 1137?) — дочь Вильгельма I Завоевателя, супруга графа Блуа и Шартра Этьена II и мать английского короля Стефана Блуаского.

## Биография
Адела, вероятно, была самой младшей дочерью Вильгельма Завоевателя и Матильды Фландрской. Точный год её рождения неизвестен: очевидно, что она родилась не ранее 1062 и не позднее 1067 года. Адела получила относительно хорошее образование (в частности, владела латынью). Около 1083 года она вышла замуж за Этьена-Анри — наследника графа Блуа и Шартра, — который был одним из важнейших союзников Вильгельма Завоевателя в его борьбе против Анжуйского графства. В 1089 году Этьен-Анри унаследовал графство Блуа и стал править под именем Этьена II.
Адела отличалась повышенной религиозностью и в 1095 году убедила своего мужа отправиться вместе с её братом — Робертом Куртгёзом, герцогом Нормандии, — в Первый крестовый поход. Этьен, однако, не отличился в походе особой доблестью и в 1098 году вернулся с репутацией труса. Под давлением Аделы, требовавшей исполнения обета увидеть Иерусалим, в 1101 году Этьен вновь отправился в Палестину, где в 1102 году и погиб во время неудачной атаки на отряд сарацин в Рамле. Во время отсутствия мужа, а также после его смерти, в период несовершеннолетия детей, Адела исполняла обязанности регента Блуаского графства.

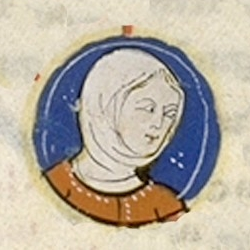
Адела Нормандская

По свидетельству Ордерика Виталия, Адела была энергичной и мудрой женщиной, которая с успехом справлялась с обязанностью управления страной. Адела, благодаря её близости с крупными французскими теологами, в частности, с Иво Шартрским, сыграла одну из ключевых ролей в урегулировании спора об инвеституре во Франции и Англии в начале XII века. Для обучения своих детей она приглашала отличных учителей, а младшего Анри отправила в Клюнийский монастырь — один из ведущих богословских центров Европы того времени. В то же время, из-за конфликта со старшим сыном Гийомом, Адела отстранила его от наследования, передав престол Блуа второму сыну Тибо — будущему графу Шампани. Ещё один сын, Стефан, был в 1111 году отправлен ко двору короля Англии — брата Аделы Генриха I.

В 1120 году Адела удалилась от политики и забот о воспитании детей в Марсиньи, где и прожила остаток жизни. В 1135 году её сын Стефан стал королём Англии.

### Семья
Адела Нормандская и Этьен II Блуаский имели, по меньшей мере, 12 детей:
1. Гийом (ок. 1081 — 1150), сеньор Сюлли, граф Шартра. Умственно отсталый, вследствие чего был лишён наследства в пользу младшего брата Тибо. Женился на наследнице сеньории Сюлли и стал родоначальником французского рода Сюлли;
2. Агнес де Блуа (1086/1088 — 1129), замужем за Гуго III де Ле-Пюизе;
3. Элеонора (ок. 1090 — 1147), замужем (1120—1142, развод) за Раулем I, графом Вермандуа;
4. Литуиза (Адель) де Блуа (1092 — после 1118), муж — Мило II Младший де Монлери, сеньор Брэ, виконт Труа;
5. Тибо II (1090/1093 — 1152), граф Блуа (c 1102), граф Шампани (c 1125);
6. Одо (ум. в младенчестве);
7. Люсия-Маго (1095—1120), замужем за Ричардом д’Авраншем, 2-м графом Честер;
8. Стефан (1096—1154), король Англии (c 1135);
9. Анри де Блуа (1099—1171), епископ Винчестерский (Генри Блуаский).
10. Алиса де Блуа (1100—1145), замужем за Рено III, графом де Жуаньи;
11. Гумберт (ум. в младенчестве);
12. Филипп (ум. в 1100), епископ Шалон-сюр-Марн.